# 坂田和實
坂田 和実（さかた かずみ 1945年 - 2022年11月6日）は、日本の美術評論家・数寄者、骨董収集鑑定家、随筆家、骨董商。古美術店「古道具坂田」店主。

## 来歴・人物
1945年福岡県生れ。上智大学卒業後、商社勤務を経て、1973年、東京・目白に古道具屋を開く。以来年に数回、海外へ仕入の旅に出かけ、ヨーロッパ、アフリカ、朝鮮、日本、南米など、さまざまな国の品物を扱う。1994年、千葉県長生郡長南町に美術館 as it is(中村好文設計)を開館。著書に『ひとりよがりのものさし』(新潮社)、共著に『骨董の眼利きがえらぶ　ふだんづかいの器』『日本民藝館へいこう』(ともに新潮社)など。

白洲正子や秦秀雄、芹沢銈介などに影響を受ける。
2022年11月6日死去。

## 著書
- 『ひとりよがりのものさし』新潮社、2003年
- 『日本民藝館へいこう』新潮社、2008年
- 『アジア・アフリカの古布　骨董をたのしむ』平凡社、2000年